# HD 47366
HD 47366 är en ensam stjärna belägen i den norra delen av stjärnbilden Stora hunden. Den har en skenbar magnitud av ca 6,12 och är mycket svagt synlig för blotta ögat där ljusföroreningar ej förekommer. Baserat på parallax enligt Gaia Data Release 2 på ca 11,8 mas, beräknas den befinna sig på ett avstånd på ca 276 ljusår (ca 85 parsek) från solen. Den rör sig bort från solen med en heliocentrisk radialhastighet på ca 9 km/s.

## Egenskaper
HD 48366 är en orange till gul jättestjärna av spektralklass K1 III: där ':'-suffixet anger osäkerhet om luminositetsklassen. Den har en massa som är ca 1,8 solmassor, en radie som är ca 7,3 solradier och har ca 26 gånger solens utstrålning av energi från dess fotosfär vid en effektiv temperatur av ca 4 800 K.

## Planetssystem
År 2016 rapporterade ett team av astronomer upptäckten av ett par jätteplaneter. Radiella hastighetsmätningar indikerade att gravitationella störningar av stjärnan orsakades av omkretsande objekt. Den bästa anpassningen till de preliminära uppgifterna anger två omloppsperioder: en nästan exakt ett år lång som jordens kring solen och en andra på cirka två år. Båda objekten förutspås ha en massa större än planeten Jupiter med minsta massa som är 1,8 respektive 1,9 Jupitermassor. Fram tills lutningen hos deras banor är känd, kan deras faktiska massa inte bestämmas mer exakt.
| Planet | Massa                | Halv storaxel (AE)  | Siderisk omloppstid (d) | Excentricitet       | Inklination | Radie |
| ------ | -------------------- | ------------------- | ----------------------- | ------------------- | ----------- | ----- |
| b      | ≥1,75 +0,20 -0,17 MJ | 1,214 +0,030 -0,029 | 363,3 +2,5 -2,4         | 0,089 +0,079 -0,060 | -           | -     |
| c      | ≥1,86 +0,16 -0,15 MJ | 1,853 ± 0,045       | 684,7 +5,0 -4,9         | 0,278 +0,069 -0,094 | -           | -     |